# British-Australian Telegraph Company
Die  British-Australian Telegraph Company (BAT), deutsch „Britisch-Australische Telegrafengesellschaft“, war in der zweiten Hälfte des 19. Jahrhunderts eine auf dem Geschäftsfeld der elektrischen Telegrafie tätige internationale Kabelgesellschaft.

## Geschichte

Telegrafenkabel der Welt (1903)

Die BAT wurde im Jahr 1870 durch den schottischer Politiker und Unternehmer Sir John Pender (1816–1896) gegründet. Zweck war, den letzten noch fehlenden Abschnitt des fast den halben Erdball umspannenden Telegrafenkabels von Porthcurno, einer kleinen Siedlung nahe Land’s End am südwestlichen Ende von Cornwall und zentraler Anlandungsort für internationale Seekabel von und nach England, bis nach Port Darwin zu schließen und damit das Vereinigte Königreich und Australien telegrafisch miteinander zu verbinden.
Nachdem bereits London mit Singapur auf diese Weise miteinander verbunden waren und es auch auf Java bereits eine West-Ost-Landverbindung zwischen Batavia (heute: Jakarta) an der Westküste und Banjuwangi im Osten gab, fehlten noch zwei Seekabel, um dieses Ziel zu erreichen. Noch im Jahr 1870 zog der Kabelleger (englisch Cable Ship) CS Hibernia ein 557 sm (1032 km) langes Kabel von Singapur nach Batavia und schloss damit die eine Lücke. Im folgenden Jahr 1871 schließlich verlegte dasselbe Schiff unterstützt durch die CS Edinburgh und die CS Investigator ein 1082 sm (2004 km) langes Kabel von Darwin nach Banjuwangi (siehe auch: Telegrafenlinie Java–Australien). Nachdem ein Jahr später die Transaustralische Telegrafenleitung vollendet wurde, die über 3200 km Darwin im Norden mit Adelaide im Süden Australiens verband, gab es endlich eine nahezu 20.000 km lange Telegrafenverbindung zwischen den Hauptstädten Englands und von South Australia.